# Seseli austriacum
Seseli austriacum är en flockblommig växtart som beskrevs av Rudolf Wohlfarth. Seseli austriacum ingår i släktet säfferötter, och familjen flockblommiga växter. Inga underarter finns listade i Catalogue of Life.